# منتخب الأوروغواي لكرة السلة
منتخب أوروغواي لكرة السلة هو ممثل أوروغواي الرسمي في المنافسات الدولية في كرة السلة. ينتمي إلى منطقة اتحاد الأمريكتين لكرة السلة. انضم إلى الاتحاد الدولي لكرة السلة في عام 1936.

## البطولات التي شارك فيها
- بطولة الأمريكتين لكرة السلة
- كأس العالم لكرة السلة
- كرة السلة في الألعاب الأولمبية